# John Fowles
John Robert Fowles (31. března 1926 – 5. listopadu 2005) byl britský spisovatel a esejista. Mnozí kritici řadí jeho díla na rozmezí modernismu a postmodernismu.
Proslavil se především trojicí prvních románů Sběratel, Mág a Francouzova milenka. Všechny tři byly zfilmovány, k Mágovi dokonce Fowles napsal vlastní scénář. Své pohledy na svět popsal v knize poznámek a myšlenek Aristos a v metarománu Mantisa.[zdroj?]

## Život

### Dětství a studia
John Fowles se narodil v Leigh-on-Sea v Jihovýchodní Anglii v hrabství Essex do středostavovské rodiny Gladys May Richardsové a Roberta Johna Fowlese. Fowles prožil dětství ve společnosti matky a o osmnáct let starší sestřenice Peggy Fowlesové, jež byla jeho vychovatelkou a blízkou společnicí po deset let. Fowles nastoupil na soukromou základní školu Alleyn Court Preparatory School. V té době měl v oblibě knihy Richarda Jefferiese, především pak ty o dětském hrdinovi Bevisovi. Do svých 15 let byl Fowles jedináček.
V roce 1939 Fowles získal umístění na státní Bedford School vzdálené dvě hodiny cesty vlakem od jeho domova. Bedford navštěvoval během druhé světové války až do roku 1944.
Poté, co v roce 1944 opustil Bedford, se Fowles zapsal na krátký námořní výcvik na Edinburské univerzitě. Připravoval se na pozici u Královského námořnictva. Výcvik ukončil 8. května 1945 – v den skončení druhé světové války v Evropě –, byl proto nakonec přidělen na dva roky do tábora Okehampton na venkově v blízkosti Devonu.
V roce 1947, po dokončení vojenské služby, Fowles nastoupil na Oxfordskou univerzitu na New College. Začal studovat němčinu a francouzštinu, ale s němčinou skončil, aby se mohl soustředit na bakalářské zkoušky z francouzštiny. Prošel změnou politického smýšlení. Poté, co opustil námořnictvo, napsal: „... začal jsem nesnášet, co se ze mě stávalo -- mladá naděje britského establishmentu. Rozhodl jsem se namísto toho stát tak trochu anarchistou.“
Na Oxfordu Fowles poprvé uvažoval o kariéře spisovatele, částečně pod vlivem existencialistů jako byli Jean-Paul Sartre či Albert Camus. Ačkoliv se neztotožnil s existencialisty, jejich psaní vycházelo, stejně jako Fowlesovo, z přesvědčení, že se světem je něco špatně. Vliv existencialismu je zřetelný téměř v celém jeho díle.

### Učitelská kariéra
Po studiích Fowles nastoupil jako učitel na Univerzitě v Poitiers. Hned po prvním roce obdržel dvě pracovní nabídky: jednu z francouzské katedry ve Winchesteru a druhou z „ošuntělé školy v Řecku“. Fowles prohlásil: „Samozřejmě, že jsem šel proti všem pravidlům zdravého rozumu a vzal jsem práci v Řecku.“
V roce 1951, kdy se stal učitelem angličtiny na soukromé Anargyrios & Korgialenios School of Spetses na ostrově Spetsai (v blízkosti Peloponéského poloostrova) v Řecku, začala zlomová část Fowlesova života: později se měla ostrovní zkušenost stát podkladem pro jeho román Mág. Fowles byl v Řecku spokojený, zejména mimo školu. Psal zde básně, které později publikoval, a sblížil se s hostujícími vyučujícími. V roce 1953 byl i s ostatními učiteli ze školy propuštěn pro pokusy o institucionální reformy. Fowles se pak vrátil do Anglie.
Na ostrově Spetsai vzrostla Fowlesova náklonnost k Elizabet Christyové, jež byla provdána za dalšího z vyučujících na Anargyrios & Korgialenios School of Spetses. Její manželství kvůli vztahu s Fowlesem skončilo. Přestože se však vrátili do Anglie ve stejnou dobu, nenacházeli se již ve společnosti toho druhého. Během tohoto období začal Fowles pracovat na románu Mág. Jeho odloučení od Elizabeth však netrvalo dlouho: 2. dubna 1954 byli oddání a Fowles se stal nevlastním otcem Elizabethiny dcery Anny pocházející z prvního manželství jeho nové ženy. Po svatbě Fowles vyučoval téměř deset let angličtinu jako cizí jazyk pro studentky ze zahraničí na dívčí St. Godric's College v Londýnské čtvrti Hampstead.

### Literární kariéra
V roce 1960, ačkoliv měl hotovou hrubou verzi Mága, začal Fowles pracovat na románu Sběratel. První verzi dokončil během měsíce, strávil však více než rok revizemi, než román ukázal agentovi. Michael S. Howard z nakladatelství Jonathan Cape byl z rukopisu nadšený. Kniha vyšla v roce 1963 a když byla prodána práva na brožované vydání, jednalo se podle Howardova názoru o „pravděpodobně nejvyšší částku, která byla dosud za prvotinu vyplacena“. Úspěch románu pro Fowlese znamenal, že mohl přestat učit a zasvětit všechen svůj čas literární kariéře. Sběratel byl vybrán ke zfilmování a v roce 1965 představen na plátně.
Navzdory radě svého nakladatele trval Fowles na tom, že jeho druhá publikovaná kniha bude Aristos, filozofická sbírka myšlenek a poznámek, mj. proto, aby nebyl zaškatulkován jako „romanopisec J. F.“. Poté se pustil do srovnávání a přepisování všech dosud napsaných verzí románu Mág, jenž se měl stát jeho nejrozebíranějším dílem, částečně založeným na zkušenostech z Řecka.
V roce 1965 Fowles opustil Londýn a přesunul se na statek v Underhillu v hrabství Dorset. Odlehlý statek byl předlohou pro „mléčnou farmu“ v románu Francouzova milenka, který v té době psal. Hospodářství bylo však příliš odlehlé; sám Fowles o tom jednou poznamenal: „Naprostá samota se stává trochu monotónní.“ V roce 1968 se i se svou ženou odstěhoval do vily Belmont v Lyme Regis, kam také situoval některé části Francouzovy milenky. Téhož roku adaptoval Mága do filmové podoby.
Filmové zpracování Mága (1968) bylo všeobecně shledáno jako špatné; když se Petera Sellerse ptali, jestli by něco změnil ve svém životě, kdyby měl tu možnost, žertem odpověděl, že „by udělal všechno stejně, s výjimkou sledování Mága“. Francouzova milenka byla adaptována do filmové podoby v roce 1981; scénář napsal dramatik (pozdější laureát Nobelovy ceny) Harold Pinter, film byl nominován na Oscara.
Zbytek života Fowles strávil v Lyme Regis. Pozdější díla Věž z ebenu (1974), Daniel Martin (1977), Mantisa (1981) a Larva (1985) napsal ve vile Belmont. Žádné z jeho pozdějších děl však nedošlo stejného uznání u kritiky, jako jeho raná tvorba. Fowles toho ke konci života již mnoho nenapsal, pronesl však, že psaní románů nemusí být nutně povoláním na celý život: „V tom nejotevřenějším ze všech moderních románů o spisovatelích, poslední úzkostné próze Thomase Hardyho The Well-Beloved, je neustále přítomna nespokojenost s tím, jak stále to mladší já ovládá dle předpokladu "vyzrálejšího" umělce středního věku. Člověk se může vzdát té tyranie, jak to udělal i sám Hardy; ale člověk nakonec zaplatí cenu svou schopností psát romány.“
Fowles se stal členem lymeregisské obce, v letech 1979–1988 vykonával funkci kurátora Muzea Lyme Regis, odkud odešel do důchodu po mozkové mrtvici. Příležitostně se věnoval místní politice a občas psal vydavateli obhajující dopisy. Navzdory této angažovanosti byl Fowles obecně pokládaný za samotáře. Zemřel v přítomnosti své druhé ženy Sarah 5. listopadu 2005 v Axminsterské nemocnici, 8 km od Lyme Regis.

## Dílo
Fowlesovo dílo charakterizuje míchání (modernistické) tradice s (postmodernistickým) experimentem. Znal velice dobře postupy modernistů (James Joyce, Virginia Woolfová) ale také tradici francouzské literatury, kterou studoval. 
- Sběratel (The Collector, 1963) – román vybudovaný na půdorysu psychologického thrilleru se dvěma střídajícími se vypravěči; příběh psychopatického sběratele motýlů, který unese studentku umění – chová se k ní jako ke svým exponátům, miluje ji a zároveň ji tak ničí
- Aristos (The Aristos, 1964) – kniha poznámek a myšlenek snažící se vyjádřit, čemu Fowles věřil a čím se řídil v životě i při psaní svých raných knih; odmítá zde povrchní nálepku „romanopisec J. F.“
- Mág (The Magus, 1965, rev. 1977) - Fowlesovo „opus magnum“, kultovní román; odehrává se na smyšleném řeckém ostrově Phraxos (nepřímo vystavěném na základě Fowlesovy zkušenosti z ostrova Spetsai), zaměřuje se na učitele Nicholase Urfa, který se stane pěšákem v „boží hře“ výstředního řeckého milionáře „mága“ Maurice Conchise, vystavěné jako fantastické divadelní představení, jakýsi metafyzický a metadivadelní psychologický experiment, v němž si hraje s osobami ve svém okolí, manipuluje jimi a ovládá je a kde není jasné, co je pravda a co výmysl, co je skutečnost a co fikce nebo sen či kde leží hranice mezi závislostí na druhém a mocí jednoho nad druhým; Fowles v předmluvě k revidovanému vydání přiznává vliv C. G. Junga, Kouzelného dobrodružství Alaina-Fourniera, Bevise Richarda Jefferiese a Nadějných vyhlídek Charlese Dickense[14]
- Francouzova milenka (The French Lieutenant's Woman, 1969) – jedno z Fowlesových vrcholných děl. Kombinuje přímočarý milostný román 19. století s prvky dokumentárního stylu; zobrazuje příběh lásky anglického vědecky založeného gentlemana Charlese Smithsona a Sarah Woodruffové, ženy o níž se tvrdí, že byla milenkou francouzského poručíka, k níž je však muž osudově přitahován; Fowles do románu zakomponoval dva různé konce, nechává na čtenáři, který si vybere
- Věž z ebenu (The Ebony Tower, 1974) – sbírka pěti povídek, které jsou miniaturními variacemi na témata, jimiž se Fowles zabývá v románech
- Daniel Martin (Daniel Martin, 1977) – v kontextu Fowlesovy tvorby netradiční realistický silně autobiografický bilanční román; vykresluje portrét britského intelektuála Daniela Martina, který hledá vlastní identitu - osobní i uměleckou
- Strom (The Tree, 1979) – esej reflektující Fowlesovo dětství a jeho vztah k přírodě
- Mantisa (Mantissa, 1982) – postmodernistický metaromán parodující všechno možné včetně sebe sama; dialog spisovatele Milese Greena, odhalujícího postupy své tvorby, a jeho múzy Erató, jež vypráví o svých slavných milencích napříč dějinami
- Larva (A Maggot, 1985) – náročný, mnohovrstevnatý sci-fi román popisující epizodu z dějin protestantského sektářství s propracovanou symbolikou, narážkami na různé mýty a archetypy a jejich transformace